# Ecuación de Callendar-Van Dusen
La ecuación de Callendar–Van Dusen es una ecuación que describe la relación entre la resistencia (R) y la temperatura (t) de termorresistencias de platino (RDT).
La forma larga de la ecuación (ver abajo) fue publicada en 1925 por M.S. Van Dusen:

{\displaystyle R(t)=R(0)[1+A*t+B*t^{2}+(t-100)C*t^{3}].}

La forma simple fue publicada antes por Callendar, Es generalmente válida solo entre 0 °C y 661 °C: 

{\displaystyle R(t)=R(0)(1+A*t+B*t^{2}).}

donde las constantes A, B, y C son derivadas desde parámetros determinados experimentalmente α, β, y δ son las mediciones de resistencia hechas a 0 °C, 100 °C y 260 °C.
La ecuación fue encontrada por el físico británico Hugh Longbourne Callender, y fue refinada para mediciones a temperaturas más bajas por M. S. Van Dusen, un químico de la U.S. National Bureau of Standards (ahora conocido como el National Institute of Standards and Technology) en un trabajo publicado en 1925 en la Journal of the American Chemical Society.
- Datos: Q17629680